# Opera za tri groša
Opera za tri groša (njem. Die Dreigroschenoper) je mjuzikl za koga je tekst i libreto napisao njemački dramatičar Bertolt Brecht, a glazbu komponirao Kurt Weill; njima je pomogla i prevoditeljica Elisabeth Hauptmann i scenograf Caspar Neher. Predstavljala je adaptaciju Prosjačke opere, baladne opere engleskog skladatelja Johna Gaya iz 18. stoljeća, a njen sadržaj je, između ostalog predstavljao i marksističku kritiku kapitalističkog svijeta. Premijerno je prikazana 31. kolovoza 1928. u berlinskom kazalištu Theater am Schiffbauerdamm.
Pokazala se izuzetno popularnim mjuziklom, tako da je do 1933. godine, kada su Brecht i Weill nakon Hitlerovog dolaska na vlast morali bježati iz Njemačke, već bila prevedena na 18 jezika i izvođena preko 10.000 puta na raznim europskim pozornicama.

## Vanjske poveznice
- All Broadway productions of The Threepenny Opera on the Internet Broadway Database (engl.)